# 王波 (1958年)
王波（1958年10月—），男，汉族，内蒙古翁牛特旗人，中华人民共和国政治人物，中国共产党党员，第十三届全国人民代表大会内蒙古地区代表。

## 生平
曾任赤峰市委常委、副市长兼市城市基础设施投资开发有限公司董事长，赤峰市委副书记，包头市委常委、副市长，巴彦淖尔市委副书记、市长，呼和浩特市委副书记、市长，内蒙古自治区人民政府党组成员、副主席。
2018年1月，他当选为内蒙古自治区人大常委会副主任（党组副书记），自治区人大财政经济委员会主任委员。同年2月24日，当选为第十三届全国人大代表。2022年1月卸任内蒙古自治区人大副主任。
2024年6月，因涉嫌严重违纪违法，接受中央纪委国家监委纪律审查和监察调查。同年12月，被中央纪委国家监委给予开除党籍处分，取消享受的待遇，移交司法机关处理。同月，最高人民检察院以涉嫌受贿罪决定对其逮捕。2025年4月，经最高人民检察院依法指定，王波受贿一案由湖北省宜昌市人民检察院向宜昌市中级人民法院提起公诉。